# Yuma Takahashi
Yuma Takahashi (高橋 悠馬 Takahashi Yuma?), född 25 april 1990 i Chiba prefektur, är en japansk fotbollsspelare.
Takahashi började sin karriär 2010 i SAI Ichihara. 2011 flyttade han till Sagawa Printing. Efter Sagawa Printing spelade han för Grulla Morioka. Han spelade 48 ligamatcher för klubben. Han avslutade karriären 2016.